# Keystone (Virginie-Occidentale)
Pour les articles homonymes, voir keystone (homonymie).
La ville américaine de Keystone est située dans le comté de McDowell, dans l’État de Virginie-Occidentale. Lors du recensement de 2010, elle comptait 282 habitants.
La ville doit son nom à la société minière Keystone Coal and Coke Company.